# Zwód Cruyffa
Zwód Cruyffa – manewr stosowany w piłce nożnej w ataku w celu oderwania się od przeciwnika.

## Opis
Zwód stał się znany, gdy holenderski zawodnik Johan Cruijff wykonał go podczas Mistrzostw Świata 1974. W meczu rundy eliminacyjnej przeciwko reprezentacji Szwecji wymanewrował w ten sposób prawego obrońcę rywali Jana Olssona (wykonując jednocześnie obrót o 180 stopni). Po tym zagraniu dośrodkował w pole karne, i choć bramka nie padła, to jako wyjątkowo spektakularny został nazwany jako Cruyff Turn (dosłownie obrót Cruyffa).
Kluczowe dla tego zagrania jest przekonujące zamarkowanie uderzenia piłki podbiciem na wprost. Stopa, na której stoi gracz, powinna znajdować się blisko piłki, a ramię nad nią powinno być wyrzucone na zewnątrz, symulując ustawienie się do strzału lub podania. Ruch uderzającej stopy zostaje zmieniony w ostatniej chwili – gracz zgarnia piłkę wewnętrzną stroną stopy za stojącą stopę. Jeśli broniący zostanie wybity z równowagi, zawodnik atakujący może prowadzić piłkę dalej na wolnym polu.
Zwód Cruyffa jest używany najczęściej w sytuacjach zagęszczenia, np. przed polem karnym. Służy on zazwyczaj do uzyskania wolnej przestrzeni w celu podania piłki współpartnerom. Jest jednym z podstawowych manewrów w piłkarskim dryblingu, ale można łatwo odczytać i przewidzieć gdy gracz wykorzystuje go zbyt często (np. w streetfootballu lub treningach młodzików, gdzie drybling ma duże znaczenie).
Kiedy ten manewr zostanie wykonany w trakcie rajdu (zazwyczaj z obrotem o 90 stopni) określa się go często anglojęzyczną nazwą: Heel Chop.
Zwód Cruyffa wykorzystywany jest także jako element tricków freestyle’owych.

## Zwód Cruijffa w kulturze
The Cruyff Turn to nazwy dwóch mało znanych projektów muzycznych – japońskiego i ukraińskiego, a sam zwód jako jeden z 10 najsłynniejszych piłkarskich wydarzeń był odgrywany na scenie przez English National Ballet.
Zarówno Heel Chop, jak i Zwód Cruyffa są często stosowane jako zwody w grach komputerowych.